# 354 aC
El 354 aC va ser un any del calendari romà prejulià. En aquell temps, era conegut com a any del consolat d'Ambust i Crispí (o, més rarament, any 400 ab urbe condita o de la fundació de la ciutat). L'ús del nom «354 aC» per referir-se a aquest any es remunta a l'alta edat mitjana, quan el sistema Anno Domini va ser el mètode de numeració dels anys més comú a Europa.

## Esdeveniments

### Antiga Grècia
- Càl·lies, tirà de Calcis, a Eubea, estableix una aliança amb Filip II de Macedònia perquè volia la seva ajuda contra Plutarc, tirà d'Erètria, i per estendre la seva autoritat a tota l'illa d'Eubea. Plutarc va demanar ajut a Atenes i, tot i l'oposició de Demòstenes, es va enviar a l'illa un exèrcit dirigit per Foció, que va derrotar Càl·lies a Tàmines l'any 350 aC.[2]

### Antiga Roma
- Aquest any són elegits cònsols Marc Fabi Ambust i Tit Quinti Pennus Capitolí Crispí. Els dos cònsols són patricis i amb aquesta elecció es violen les Lleis Liciniae-Sextiae, que obligaven a que hi hagués un cònsol plebeu.[3]
- Marc Fabi Ambust va conquerir el país dels tiburtins i va obtenir els honors del triomf. Capitolí Crispí va atacar Tarquínia i la va sotmetre. Els romans van forçar les tropes a rendir-se, després de matar un gran nombre dels seus homes en combat.[4] Els presoners van ser executats, amb l'excepció de 358 nobles, que van ser traslladats a Roma, on van ser flagel·lats i decapitats al Fòrum, com a contraprestació per l'execució de soldats romans per part de Tarquínia el 358 aC.[5] Segons Diodor de Sicília, al Fòrum només hi van ser executats 260 nobles.[6]

- Roma i els samnites signen un tractat d'aliança. Segurament els samnites ja dominaven Esèrnia i la vall del Volturnus i pressionaven cap a la vall del Liris llavors ocupada pels volscs, auruncs i altres tribus d'origen osc o ausoni.[7][8]

## Necrològiques
- Dió, tirà de Siracusa. Cal·lip, un amic seu, el va assassinar durant un festival dedicat a Persèfone (aquest any o potser el 353 aC) i va usurpar el govern de Siracusa amb ajuda d'un grup de mercenaris, però només el va conservar uns tretze mesos.[9]